# Fu'an
Fu'an (福安市S, Fú'ān ShìP) è una città-contea della Cina, situata nella provincia del Fujian.